# Igreja Presbiteriana Conservadora do Brasil
A Igreja Presbiteriana Conservadora do Brasil (IPCB) é uma denominação presbiteriana reformada, fundada em 1940, pelos igrejas e membros que se separaram da Igreja Presbiteriana Independente do Brasil (IPIB). O principal motivo para a divisão foi a decisão da Assembleia Geral da IPIB, em 1938, de nomear uma comissão para elaborar uma nova confissão de fé. Esta confissão substituiria a Confissão de Fé de Westminster e seria tolerante com o aniquilacionismo. Os membros que se opunham a isso se separaram e formaram a IPCB. É atualmente a terceira maior denominação reformada no Brasil, logo após a Igreja Presbiteriana do Brasil (IPB) e a IPIB, conservando posicionamentos tradicionais do presbiterianismo.

## História
Na década de 1930, Ruy Guierres, um candidato a ordenação pelo Presbitério D'Oeste da Igreja Presbiteriana Independente do Brasil (IPIB), durante sua sabatina para ordenação, declarou adesão ao aniquilacionismo e oposição a existência de penas eternas.
Consequentemente, o Sínodo da IPIB, de 1938, debateu sobre o tema. Como resultado, a denominação reconheceu a existência interna de diferentes posições quanto ao Aniquilacionismo e as penas eternas e nomeou comissão para elaborar uma nova confissão, que substituiria a Confissão de Fé de Westminster até então adotada pela denominação.
Depois de dois anos de debates e discussões internas sobre questões doutrinárias, a 2ª Igreja Presbiteriana Independente de São Paulo desligou-se da Igreja Presbiteriana Independente do Brasil (IPIB), em 11 de fevereiro de 1940, e tornou-se Igreja Presbiteriana Conservadora de São Paulo.
Outros membros da IPIB que se opunham à mudança de confissão se separaram da denominação se uniram à IPCB.

### Manifesto às Igrejas Evangélicas
No "Manifesto às Igrejas Evangélicas", publicado pela igreja em "O Presbiteriano Conservador", logo após a separação, a igreja afirmou:
| “                                                        | Esta nova Igreja é, sem dúvida, o fruto de um acendrado apego à doutrina. Não seguimos o formalismo religioso que orienta a personalidade para simples aceitação intelectual de determinadas verdades, que permanecem, todavia, estéreis e improdutivas. Longe disso, reconhecemos a exata posição do dogma na vida religiosa e a imprescindível necessidade da defesa da doutrina como uma das condições essenciais para o estabelecimento daquela vida. Este é o real ensino de Cristo. Assim sendo, queremos que a nossa posição no seio do Evangelismo Nacional se caracterize por uma atitude construtiva e de defesa aos princípios fundamentais do Cristianismo, tais como entendem a Confissão de Fé e os Catecismos de Westminster (tradução brasileira). Pregando ardorosamente o Evangelho de Cristo aos pecadores, como sendo este Evangelho (a doutrina) o único meio de conduzir os homens a Cristo - o Salvador cerrará fileiras em torno da ortodoxia e montaremos guarda, sempre alerta, à sua conservação integral. Por isso, queremos ser chamados presbiterianos conservadores. Inclui a denominação que escolhemos para caracterizar a nossa humilde Igreja, a ideia de que os demais ramos do protestantismo, que dignamente militam em nossa Pátria, não defendam, com firmeza, a integridade do dogma. Essa denominação tem o objetivo de afirmar a nossa origem histórica; afirmar que nascemos de um movimento de defesa é ortodoxia. E, além disso, a condensação de um programa que nos impusemos. E, mais ainda, o levantamento de uma mística em torno da qual queremos formar a alma coletiva deste pugilo de idealistas que pretendem ocupar um lugar no grande exército de Cristo. E assim que queremos ser compreendidos. Tudo faremos para merecer essa compreensão... Não é nosso propósito provocar adesões. Nossa aspiração limita-se a encontrar, para nós, um lugar em que possamos ser úteis à causa de Cristo no Brasil, sem sacrifício de nossa tranquilidade espiritual e sem transigir quanto aos princípios que norteiam nossa posição doutrinária. Nosso número é limitadíssimo. Contentar-nos-emos, apesar disso, com o crescimento paulatino que corresponder aos frutos de nossa pregação. Se for do agrado de nosso Pai Celestial que assim fiquemos, limitados ao nosso número atual e à modéstia dos nossos recursos de toda ordem, assim ficaremos, felizes e tranquilos, aguardando o raiar do ‘Novo Dia’. Se, porém, adesões aparecerem de pessoas sinceramente desejosas de caminhar conosco nesta jornada, nós as receberemos jubilosos e incluiremos os nomes dos novos companheiros no rol desta Igreja local, até que o número e a natureza das adesões autorizem a criação do Presbitério Conservador. | ” |
| — O Presbiteriano Conservador, 28 de março de 1940, p.2. | |   |

### Criação do 1º Presbitério
Embora sem o propósito de provocar adesões, conforme o "Manifesto", algumas igrejas que tinham a mesma convicção, juntamente com um pequeno número de pastores, também se desligaram da IPIB e juntos organizaram, em 27 de junho de 1940, o 1° Presbitério da nova federação eclesiástica, chamada de Igreja Presbiteriana Conservadora do Brasil, composto por 11 igrejas e 5 ministros.

## Estatísticas
| Ano  | Igrejas | Membros |
| ---- | ------- | ------- |
| 1940 | 11      | 741     |
| 2000 | 44      | 3.243   |
| 2006 | 52      | 3.578   |
| 2017 | -       | 4.158   |
| 2018 | 92      | 4.371   |
| 2022 | -       | 4.060   |
| 2023 | 85      | 4.148   |

Segundo as estatísticas da denominação, tinha 3.578 membros em 2006. Em 2018, publicou novas estatísticas, que relataram 4.371 membros (3.716 comungantes e 655 não comungantes), com um crescimento de 22,16% entre 2006 e 2018. No mesmo período, a população brasileira cresceu 11,31%.
Em 19 de julho de 2009, a IPCB organizou sua Assembleia Geral. Devido ao crescimento de igrejas, em 2017, a denominação já eram formada por 8 Presbitérios (Bandeirante, Brasil-Central, Centro-Sul, Guarulhos, Oeste Paulista, Paraná, Paulistano e Piratininga) e dois Sínodos (Sudeste e Centro-Oeste).
A IPCB era constituída, em 2018, por 92 frentes de trabalho eclesiástico com status de igreja ou congregação: 56 igrejas locais, 19 congregações de igrejas locais, 4 congregações presbiteriais, 13 congregações do Departamento Missionário. Além disso, tinha 12 pontos de pregação. A denominação está, assim, presente em 11 estados da federação (CO: GO, MT, MS; N: AC, AM, RO; Ne: AL, BA, PE; Se: MG, SP; S: PR). 
Segunda estatísticas da denominação, em 2023, tinha 85 igrejas ou congregações, sendo 51 igrejas, 9 congregações de igrejas locais, 11 congregações presbiteriais e 14 congregações do Departamento Missionário. No mesmo ano, tinha 4.148 membros.

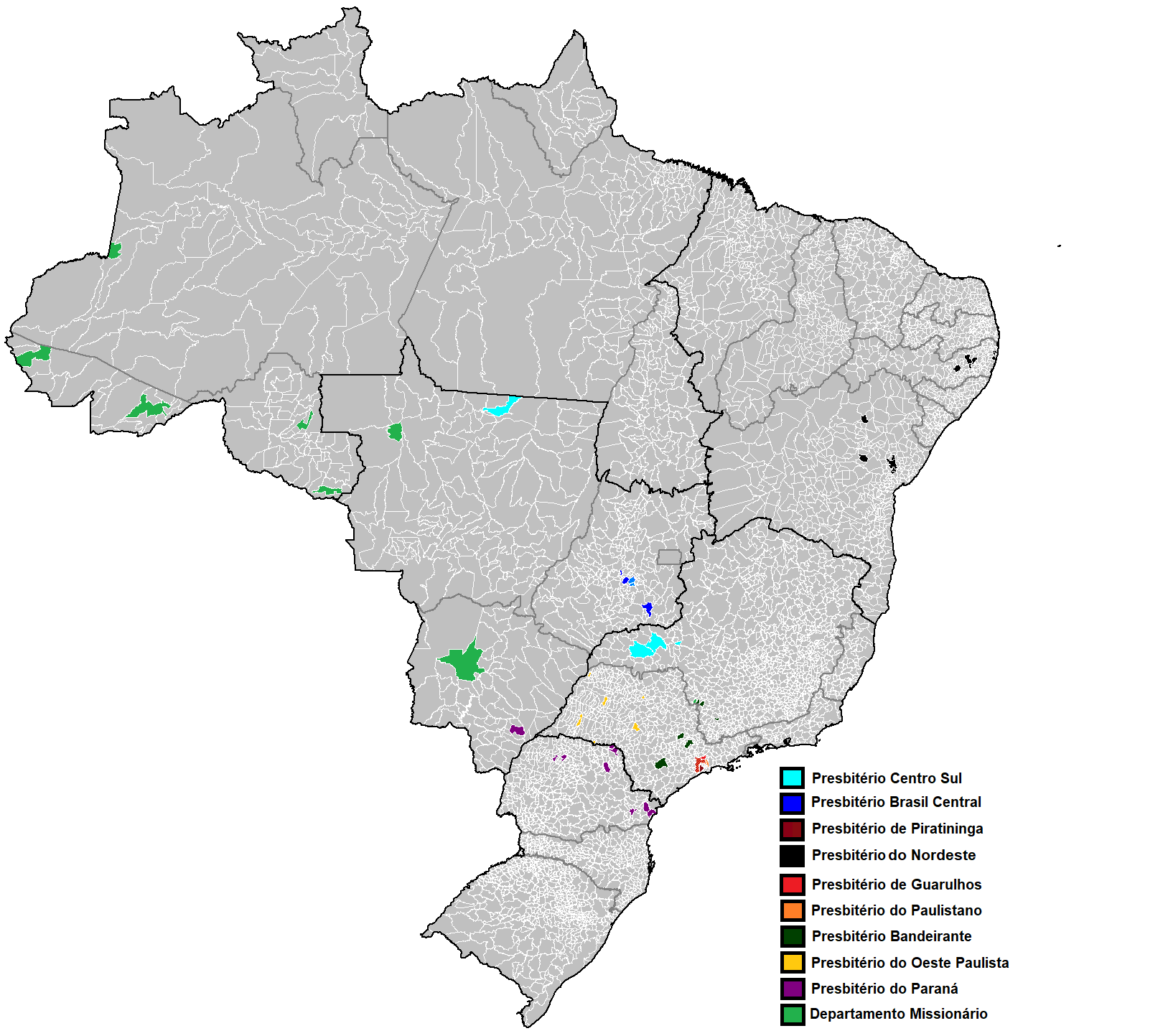
Municípios do Brasil, com igrejas, congregações e pontos de pregação da Igreja Presbiteriana Conservadora do Brasil, por presbitério.

O Presbitério Centro Sul possui igrejas/congregações em: Goiânia, Aparecida de Goiânia, Prata (Minas Gerais), Uberlândia, Iraí de Minas e Matupá.
O Presbitério Brasil Central possui igrejas/congregações em: Goiânia, Aparecida de Goiânia, Caldas Novas, Trindade (Goiás) e Araçu.
O Presbitério do Paulistano possui igrejas/congregações em: São Paulo, Ferraz de Vasconcelos e Suzano.
O Presbitério de Guarulhos possui igrejas/congregações em: São Paulo e Guarulhos.
O Presbitério de Piratininga possui igrejas/congregações e pontos de pregação em: São Paulo, São Bernardo do Campo, Conceição da Feira, Feira de Santana, Senhor do Bonfim (Bahia), São Gonçalo dos Campos, Baixa Grande, Santa Bárbara (Bahia).
O Presbitério do Oeste Paulista possui igrejas/congregações em: Pedrinhas Paulista, Bauru, Birigui, Palmares Paulista, Santa Fé do Sul, Presidente Prudente.
O Presbitério Bandeirante possui igrejas/congregações em: Muzambinho, Cabo Verde (Minas Gerais), São João da Mata, Itapetininga, Campinas e Limeira.
O Presbitério do Paraná possui igrejas/congregações em: Curitiba, Cambará, Pinhais, São Jorge do Ivaí, Paranaguá, Maringá, Jacarezinho, Ivinhema, Ibaiti e Antonina.
O Departamento Missionário da IPCB possui congregações em: Rio Branco, Cruzeiro do Sul (Acre), Cerejeiras, Ouro Preto do Oeste, Tabatinga (Amazonas), Aquidauana, Guaxupé, Agrestina, Camaragibe, Jaboatão dos Guararapes, Paulista (Pernambuco), Bezerros, Caruaru e Castanheira (Mato Grosso).

## Doutrina
A IPCB é uma denominação reformada, portanto, crê que a Bíblia é a única regra de fé e prática, fonte de toda doutrina ensinada na igreja. Todavia, a IPCB subscreve os Símbolos de Westminster (Confissão de Fé de Westminster – CFW, Catecismo Maior de Westminster e Breve Catecismo de Westminster), que considera ser exposição fiel das Sagradas Escrituras. Tais confissões são modificáveis, caso a igreja perceba erros em suas declarações e não são vistas como sagradas ou inspiradas por Deus.
Entre as doutrinas expressas na CFW estão as doutrinas da: Trindade; diofisismo; predestinação; graça comum; Divina Providência; Queda e Pecado original; Depravação Total; Vocação eficaz; Expiação eficaz; Eleição Incondicional; Perseverança dos santos; Justificação pela fé; Ordo salutis reformada; Dois sacramentos (Batismo e Eucaristia) e a Guarda do Domingo como "sábado cristão".
Além disso, a CFW expressa uma visão positiva da Lei de Deus, afirmando que, embora não seja possível que os homens a cumpram integralmente, ela é o padrão que revela o caráter de Deus e deve ser observada por todos os cristãos. O Evangelho não anula a Lei. Assim, embora o homem não possa ser salvo por cumprir a Lei, ele deve obedecê-la por ser a revelação da vontade de Deus para os homens.
A CFW também afirma que todo poder é instituído por Deus, e portanto os cristãos devem obedecer aos magistrados. Todavia, não pode o poder político interferir na igreja, seus sacramentos, cultos e ordens.
A Confissão se opõe à bigamia, define casamento como relação apenas possível entre homem e mulher e só admite divórcio em caso de adultério e deserção irremediáveis.
O sistema de governo presbiteriano é também definido na Confissão, regulando-se por sínodos e concílios.

### Distintivos
A IPCB é contra a ordenação de mulheres e, portanto, somente homens podem ser pastores, presbíteros e diáconos em suas igrejas. A denominação proíbe o ecumenismo, o método histórico-crítico de interpretação bíblica e a pedocomunhão. Por outro lado, defende o cessacionismo e a inerrância bíblica. 
A IPIB e IPU, permitem a ordenação de mulheres, participam de várias organizações ecumênicas (CMIR, CMI e AIPRAL), defendem o continuacionismo e permitem o método histórico-crítico de interpretação da Bíblia e a pedocomunhão.
Desde sua fundação, a IPCB é antimaçônica e rege o culto pelo princípio regulador do culto. Todavia, não pratica a salmodia exclusiva. A denominação também se opõe à prática de bater palmas durante a liturgia.
Entre as denominações presbiterianas brasileiras, a que mais se assemelha à IPCB é a Igreja Presbiteriana do Brasil (IPB). Todavia, algo que diferencia a IPCB da IPB está no reconhecimento, por parte desta, do batismo praticado em qualquer igreja "genuinamente evangélica", enquanto a IPCB só reconhece como válidos os batismos praticados em igrejas "genuinamente evangélicas" e por ministros "validamente ordenados". A IPCB entende que só são validamente ordenados os ministros ordenados por outros ministros validamente ordenados, de maneira que se possa rastrear a origem da ordenação válida em uma linha ininterrupta de ordenações sucessivas até os apóstolos. Assim, são reconhecidas, pela IPCB, como igrejas irmãs várias comunidades "genuinamente evangélicas", mesmo que não se reconheça a validade do batismo e da ordenação praticados em tais comunidades.
Consequentemente, a IPB reconhece como válidos os batismos realizados em diversas igrejas das quais a IPCB não reconhece a validade do batismo.
A IPCB se diferencia ainda pela sua completa oposição ao casamento misto, proibindo a sua realização e até mesmo a impetração de bênçãos sobre tais casamentos. A IPB, por outro lado, permite que seus pastores abençoem qualquer casamento, entre homem e mulher, já registrado junto ao registro civil, ainda que seja um casamento misto ou casamento entre não cristãos.

## Posicionamentos
Em 2017, a denominação se posicionou declarando que a filiação e apoio dos membros a qualquer partido político que defenda o Socialismo é incompatível com a fé cristã.
Na mesma ocasião, a denominação disse que é incompatível com a fé cristã a defesa da descriminalização do aborto, ideologia de gênero, feminismo, descriminalização do uso e comércio de entorpecentes.

## Jornal, Seminário e Departamento Missionário
A igreja publica seu jornal "O Presbiteriano Conservador" desde a sua fundação, em 1940, e tem seu seminário, desde 1953, em São Bernardo do Campo.
Em 1983, fundou seu Departamento Missionário, através do qual tem podido expandir seu ministério de pregação e implantação de igrejas em vários pontos pioneiros, como nos estados de Rondônia, Acre, Amazonas, Bahia, Alagoas, Pernambuco, Minas Gerais e entre os índios terenos, no Mato Grosso do Sul.
A denominação tem ainda um seminário, o Seminário Presbiteriano Conservador, fundado em 1938, e dois institutos bíblicos, o Instituto Bíblico Conservador e o Instituto Bíblico Graça Irresistível.

## Relações Inter-eclesiásticas
A Igreja Presbiteriana Conservadora do Brasil não participa de nenhuma organização ecumênica a nível nacional ou internacional. Foi uma das igrejas fundadoras do Concílio Internacional de Igrejas Cristãs, da Aliança Latino-Americana de Igrejas Cristãs e da Confederação de Igrejas Evangélicas Fundamentalistas do Brasil. Todavia, votou por deixar tais organizações em 1980.

### Igreja Presbiteriana do Brasil
Logo após sua organização, a IPCB contatou a IPB para informar sobre sua fundação.
Em 1946, foi elaborado um plano de unificação com a IPB. Todavia o plano não se concretizou.
No Século XXI, não existe comunhão oficial, à nível denominacional, entre a IPB e a IPCB. Entretanto, em 2010, a última foi formalmente convidada a enviar delegados para a reunião do Supremo Concílio da primeira. O convite foi aceito e em 2010 a IPCB enviou um delegado ao Supremo Concílio da Igreja Presbiteriana do Brasil.
O maior empecilho para a fusão das duas denominações no Século XX foi a visão contrária à maçonaria pelos membros da IPCB, enquanto a IPB permitia que seus membros fossem maçons. A partir de 2006, a IPB reconheceu a incompatibilidade entre a maçonaria e a fé cristã, adotando posição semelhante à IPCB sobre o tema.
Todavia, durante décadas de existência separada, as duas denominações tomaram posições opostas quanto a diversos assuntos, tais como:
a) a IPCB proíbe a impetração de bênçãos à casamentos mistos (entre um cristão evangélico e um não evangélico) enquanto a IPB permite;
b) a IPCB rejeita a validade do batismo de várias denominações das quais a IPB reconhece a validade validade do batismo; 
c) a IPCB proíbe que seus membros se filiem à partidos que defendem o Socialismo, enquanto a IPB não proíbe que seus membros se filiem a nenhum partido político;
d) a IPCB proíbe palmas no culto, o que não é proibído na IPB.  
Assim, as diferenças entre as duas denominações é maior no Século XXI do que na época do surgimento da IPCB.
A nível local, existe integração e cooperação entre as igrejas federadas às duas denominações, sendo comum a recepção de membros de uma igreja pela outra, bem como o convite pastores e pregadores de uma igreja pela outra.
Existem também ações de cooperação missionária conjunta entre membros das duas igrejas. A Agência Presbiteriana de Missões Transculturais (APMT) da IPB assumiu, em 2010, uma congregação no Japão, formada por imigrantes brasileiros oriundos da IPCB, após o Departamento Missionário desta última não ter mais podido atender aos seus membros naquele país.